# Erdhaus

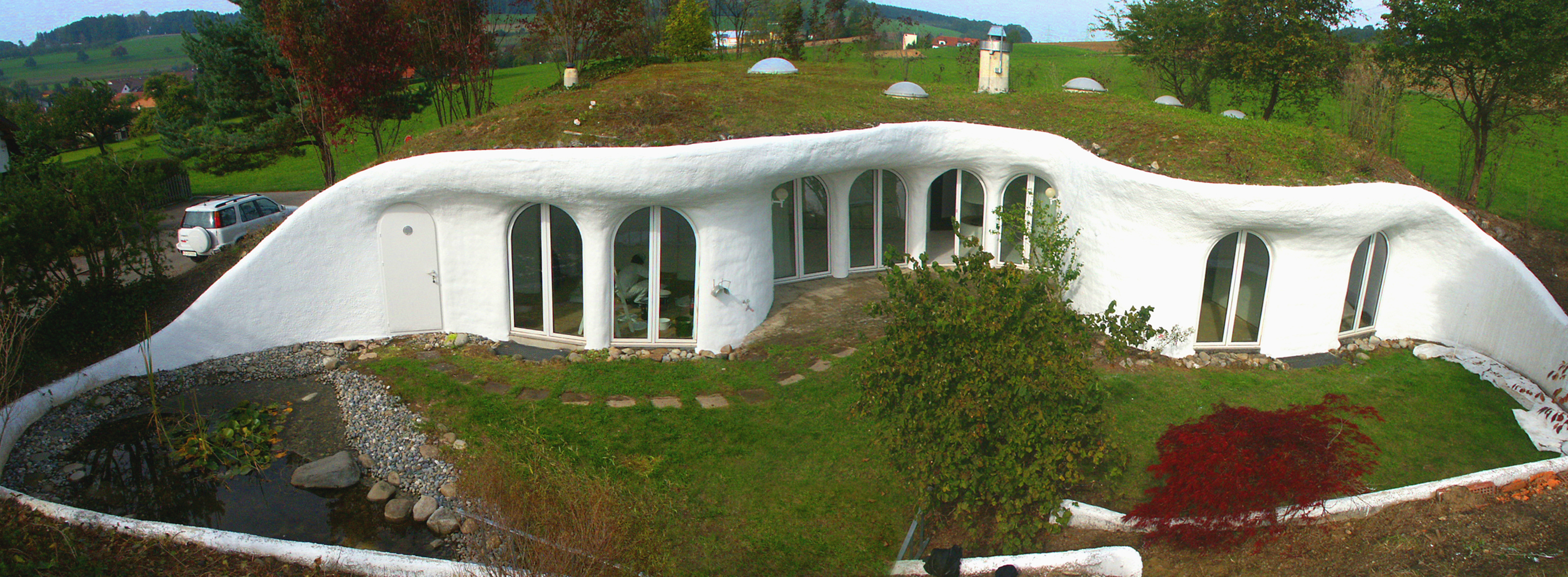
Erdhaus in der Schweiz von Peter Vetsch

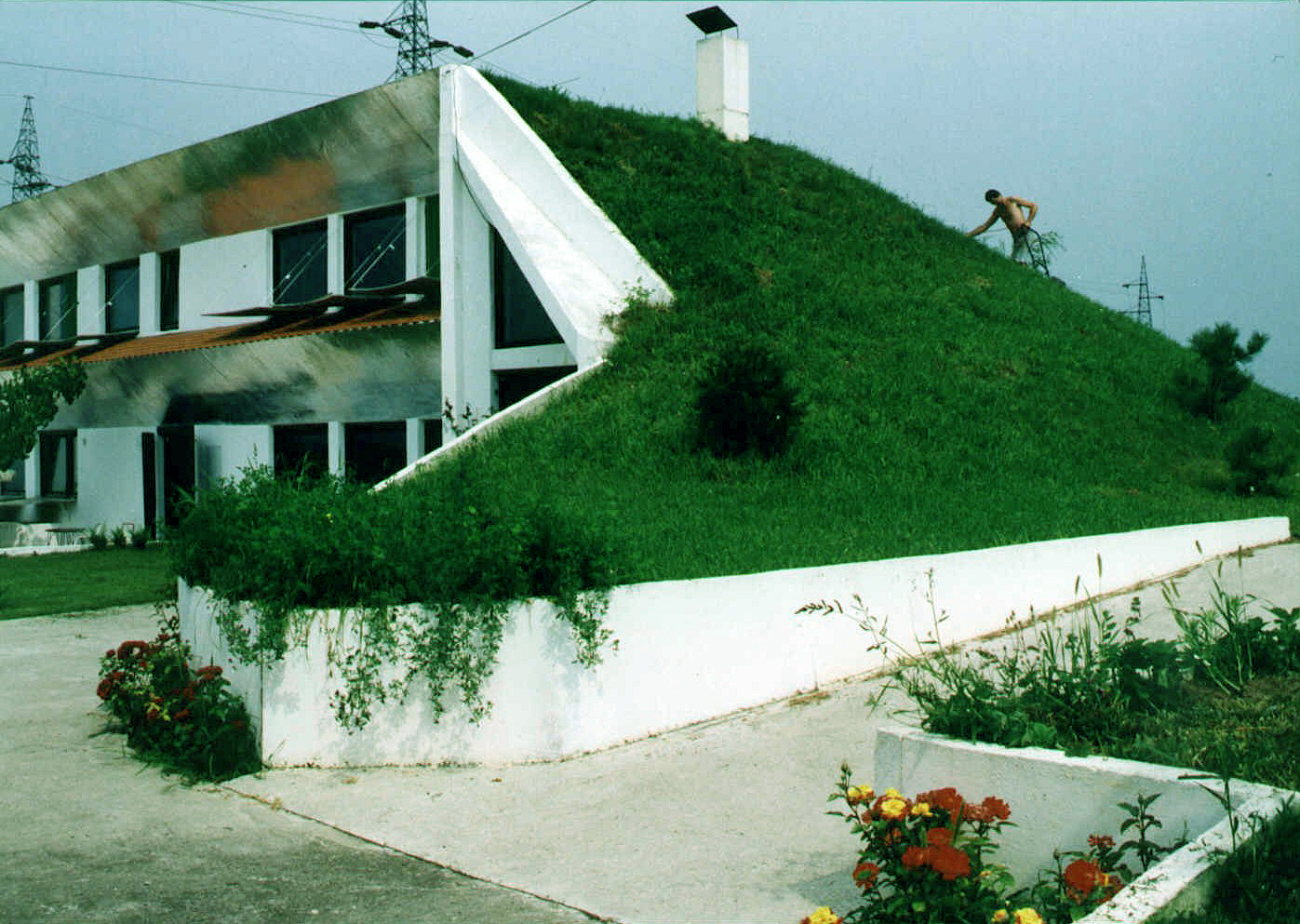
Erdhaus mit Lichtleit-Blechen über den Fensterbändern im serbischen Novi Sad von Veljko Milković

Ein Erdhaus ist ein Haus, bei dem Erde als Baustoff zur Herstellung oder Bedeckung von Wänden oder Decken verwendet wird. Die tragende Konstruktion besteht heute meist aus Stahlbeton, kann aber auch aus Holz gefertigt oder als Gewölbe gemauert werden. Beim Erdhaus wirkt der Boden als Dämmschicht gegenüber den wetterbedingten Temperaturwechseln und schützt die Außenhaut des Gebäudes vor Alterungsprozessen und Abnutzung. Ein Erdhaus muss nicht zwingend in die Erde gebaut werden, sondern kann auch auf ebenem Grund errichtet und mit Erde überdeckt werden.
Wie beim Strohballen- und Sandsackbau wird vorwiegend lokal verfügbares Material eingesetzt, das ohne großen Energieaufwand gewonnen werden kann. Der massive Baukörper von Erdbauten eignet sich durch sein Speichervermögen hervorragend, um in heißen Regionen die großen Temperaturschwankungen im Tagesverlauf auszugleichen. 

## Geschichte

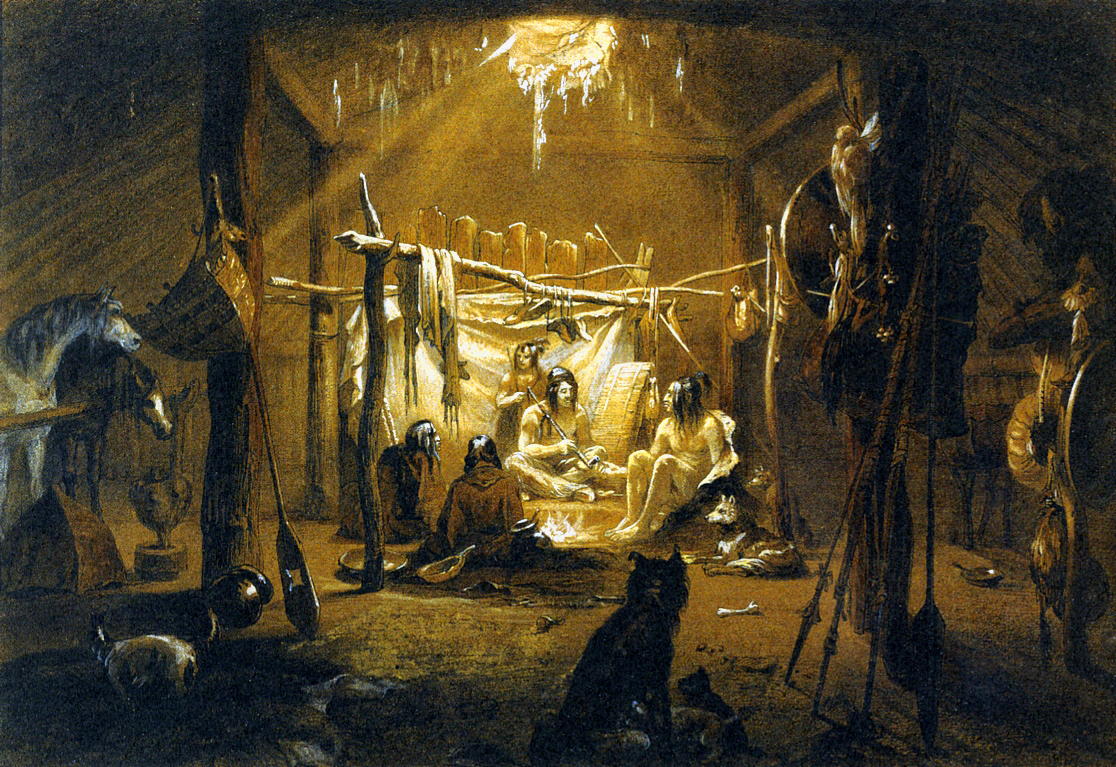
Innenansicht eines Erdhauses der Prärie-Indianer, gemalt von Karl Bodmer 1833–1834

Zu allen Zeiten und überall in der Welt wurden Behausungen als Grubenhaus teilweise in den Boden abgesenkt, um die temperaturausgleichende Wärmespeicherfähigkeit des Erdbodens zu nutzen und die Konstruktion des Daches zu erleichtern.
Auf den nördlichen Plains Amerikas bauten sich die Indianer ihre Häuser in die Erde, um sich dadurch besser gegen die Kälte schützen zu können, als es in Tipis möglich war. Diese Erdhäuser wurden meist in den Boden abgesenkt und mit Baumstämmen überdacht. Zwischen diesen Baumstämmen wurde Gras aufgehäuft und schließlich Erde aufgeschüttet. In der Mitte des Hauses wurde für Lichteinlass und Rauchabzug ein Loch in der Decke gelassen.

## Bauformen

### Erdhügelhaus
Moderne Erdhügelhäuser sind häufig halbrund ausgeführt, mit nach Süden weisender verglaster Fassade, welche die Wärmestrahlung der Sonne einfängt, sowie einer nach Norden ausgerichteten dämmenden Erdschicht.
Als Earthship bezeichnete Erdhäuser haben den Anspruch, schon beim Bau mit möglichst wenig Ressourcen und vorgefertigten Materialien auszukommen, und besitzen häufig Wände aus übereinandergestapelten Fahrzeugreifen, die mit gestampfter, lehmiger Erde gefüllt werden.
Das Tragwerk wird oft aus Holz ausgeführt. Die Hügelform kann etwa durch ein Tonnendach aus Leimbindern vorgegeben werden.
Durch die Dämmwirkung und die Speichermasse der Erdschicht kann ein Erdhügelhaus im Passivhausstandard errichtet und fast völlig energieautark betrieben werden, wenn etwa Sonnenkollektoren oder mit Solarstrom betriebene Wärmepumpen zur Warmwasserbereitung eingesetzt werden.

### Torfsodenhäuser
Torfplaggenhäuser wurden oft von frühen Siedlern errichtet, da sie mit einfachem Werkzeug zu erstellen sind. Insbesondere in Gegenden mit großen Temperaturschwankungen schaffen Torfsodenhäuser ein angenehmes Wohnklima. Sie sind langlebig in feuchtem Klima und lassen sich auch in Gegenden errichten, in denen das Holz knapp ist, wie auf Island und den Färöer-Inseln.

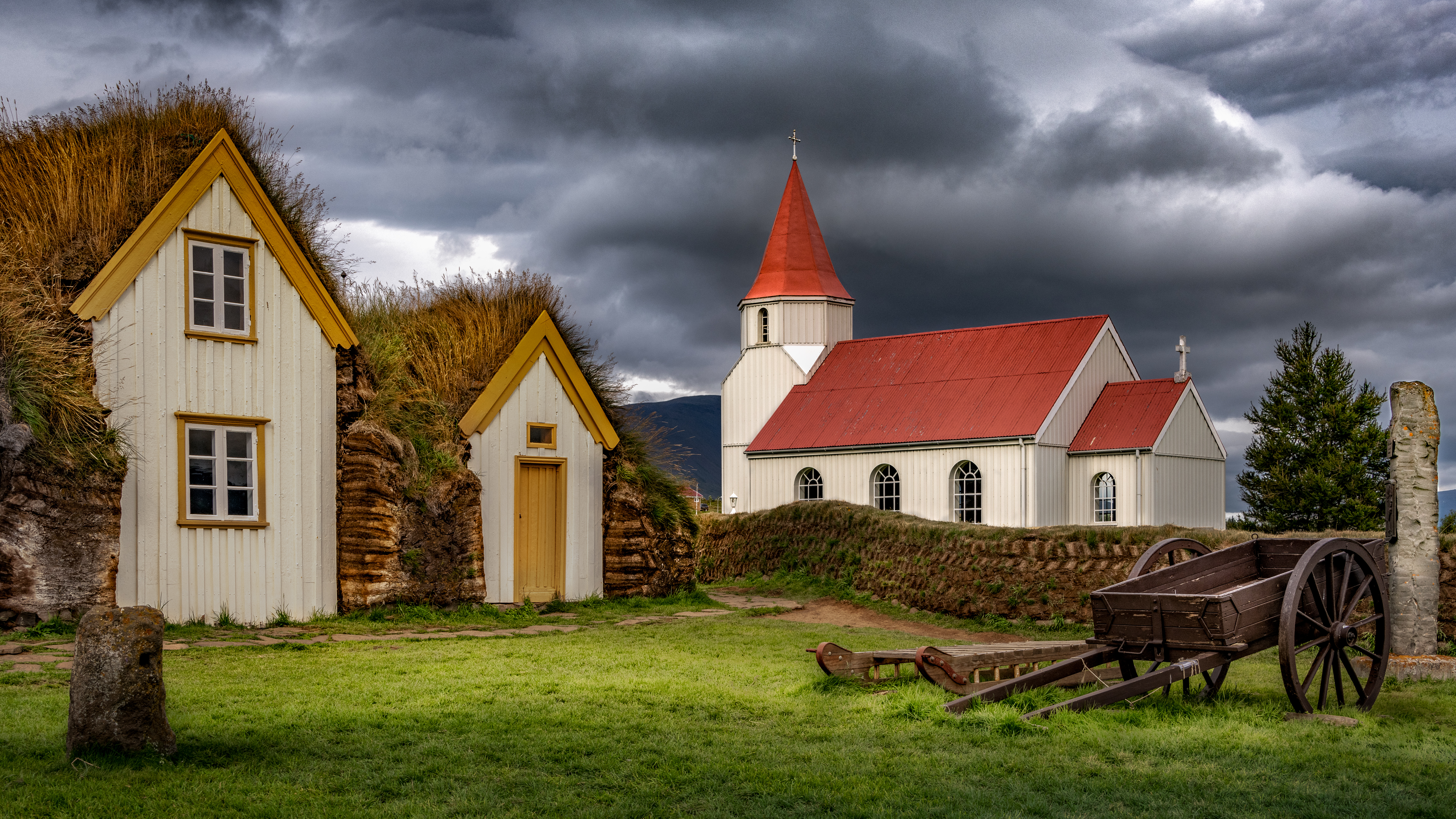
Die isländische Siedlung Glaumbær wurde im 11. Jahrhundert gegründet
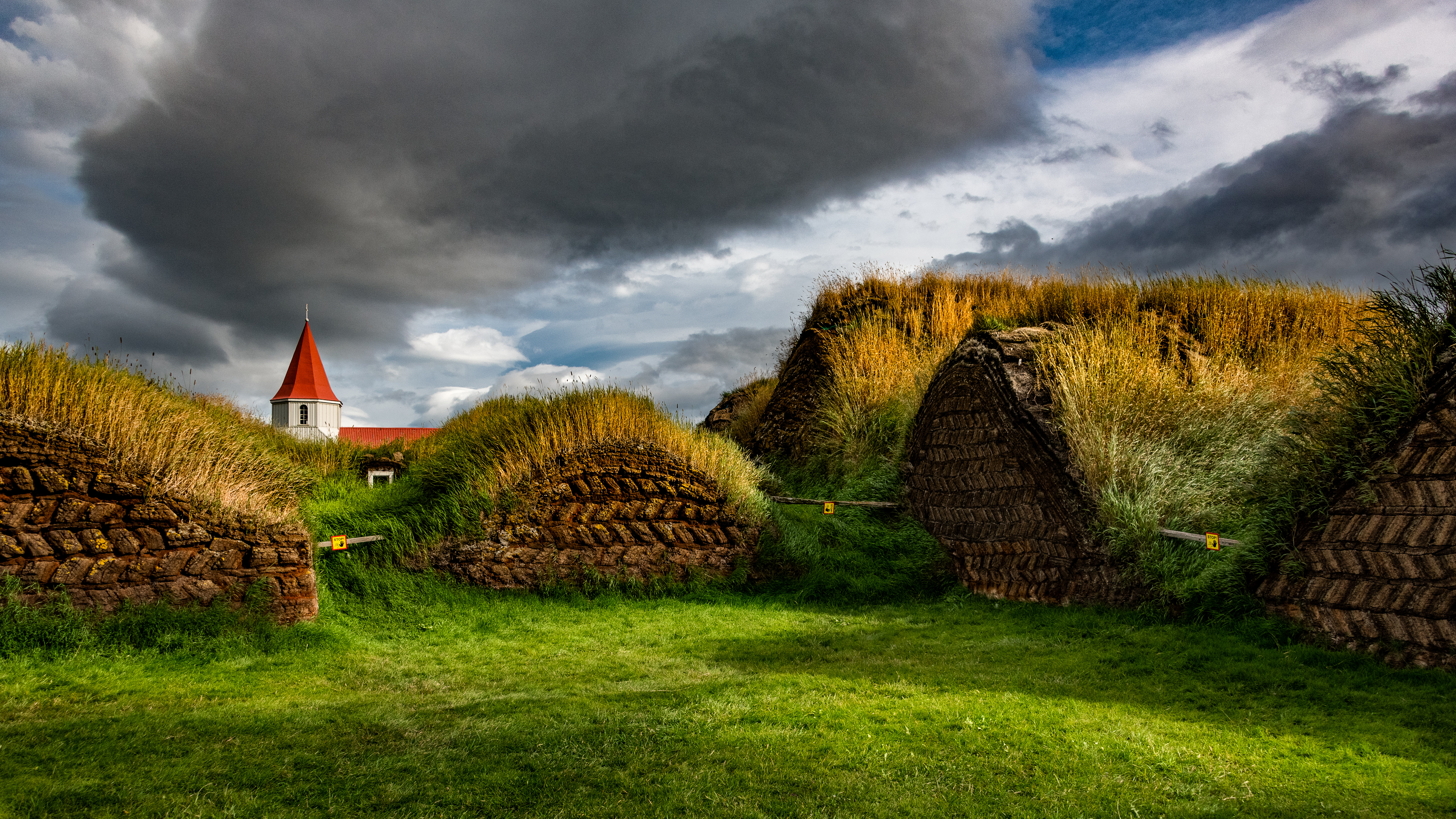
und enthält viele Hütten mit Wänden und Dächern aus Torfplaggen,
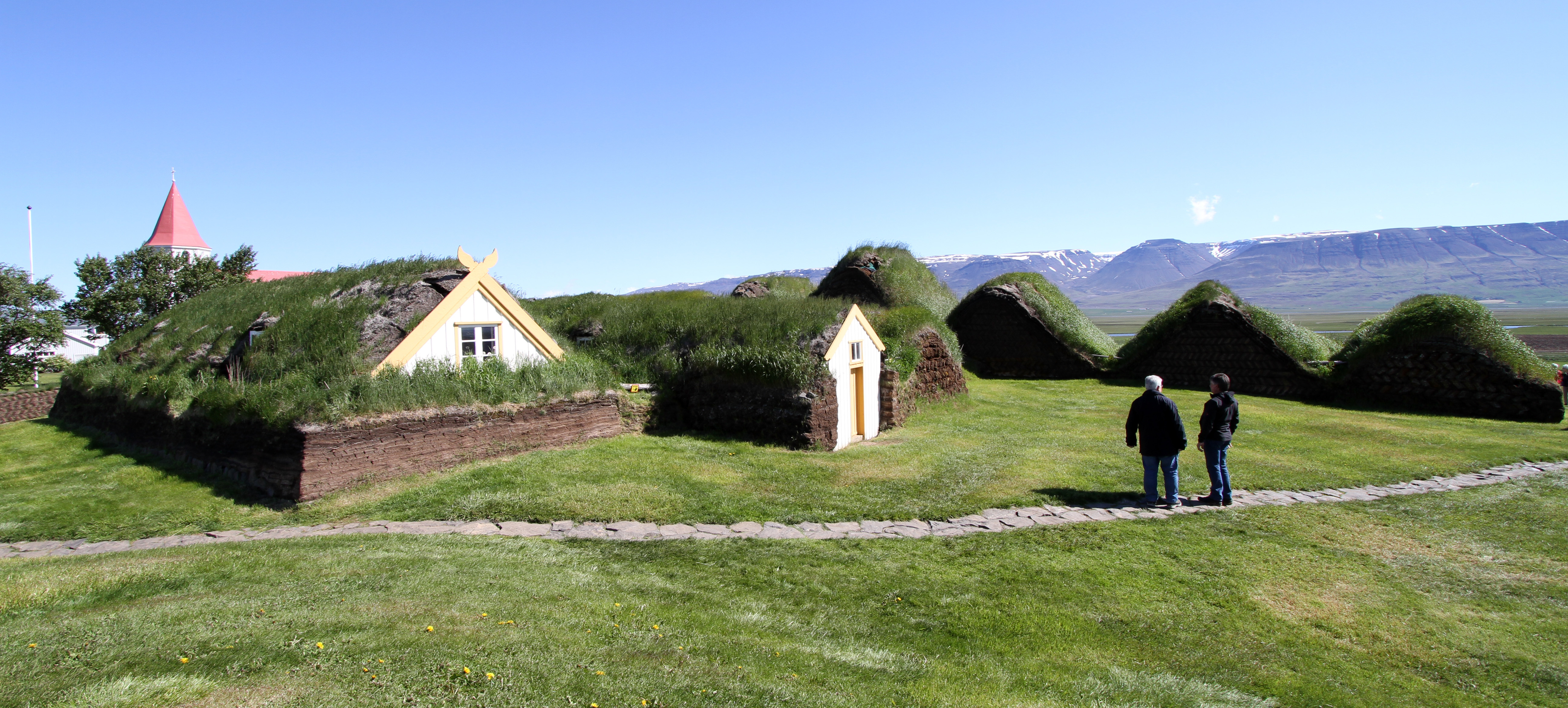
die heute Teil des Freilichtmuseums von Glaumbær sind
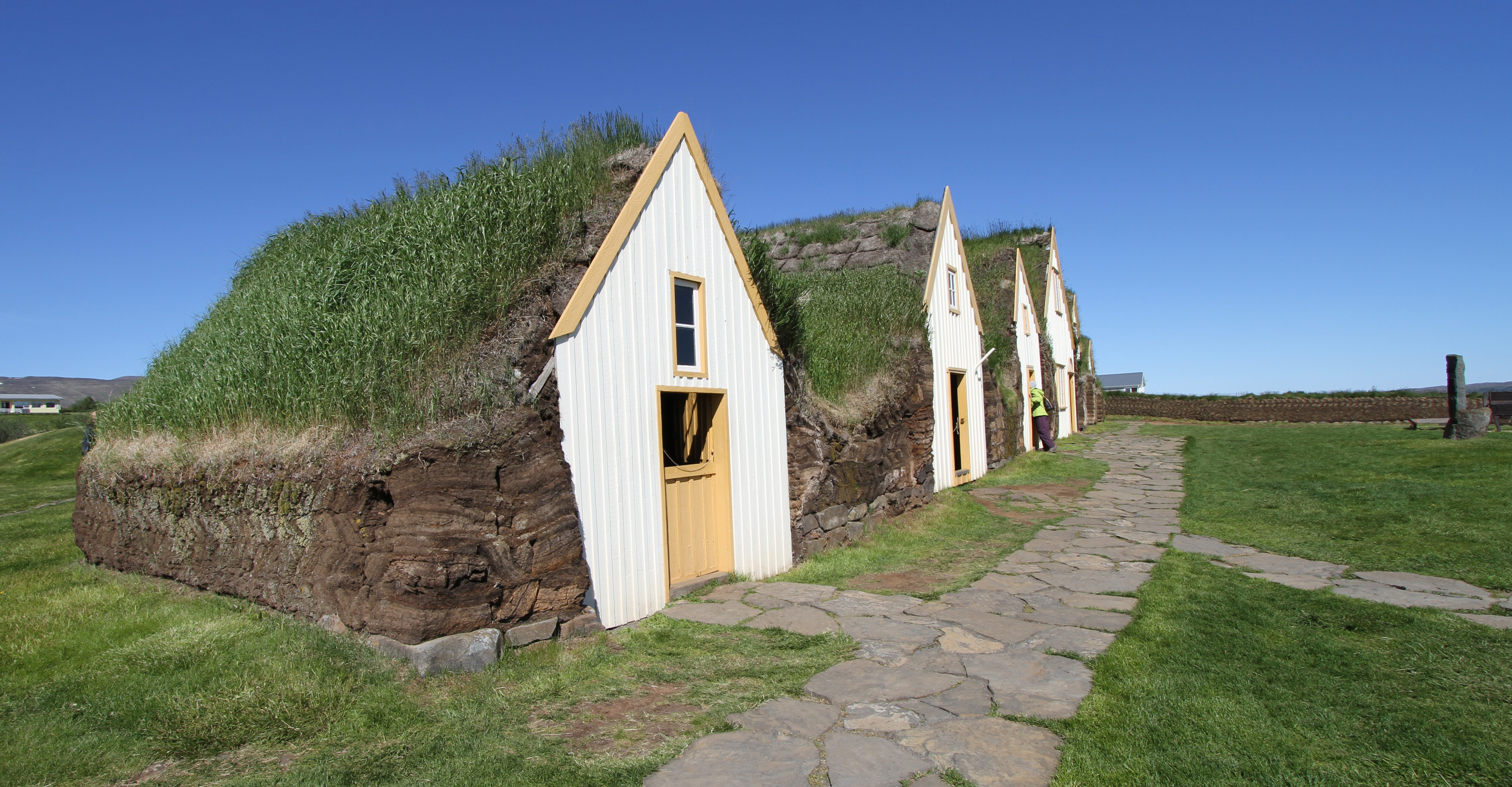
und traditionelle skandinavische Holzfassaden
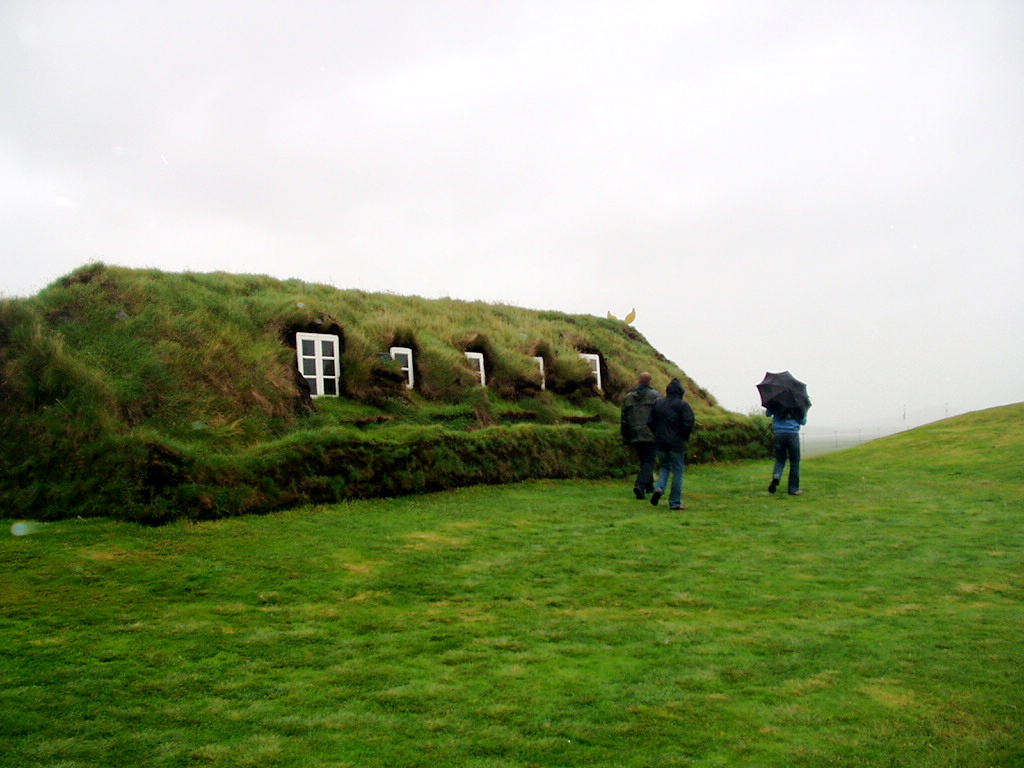
und sogar Dachgauben tragen.
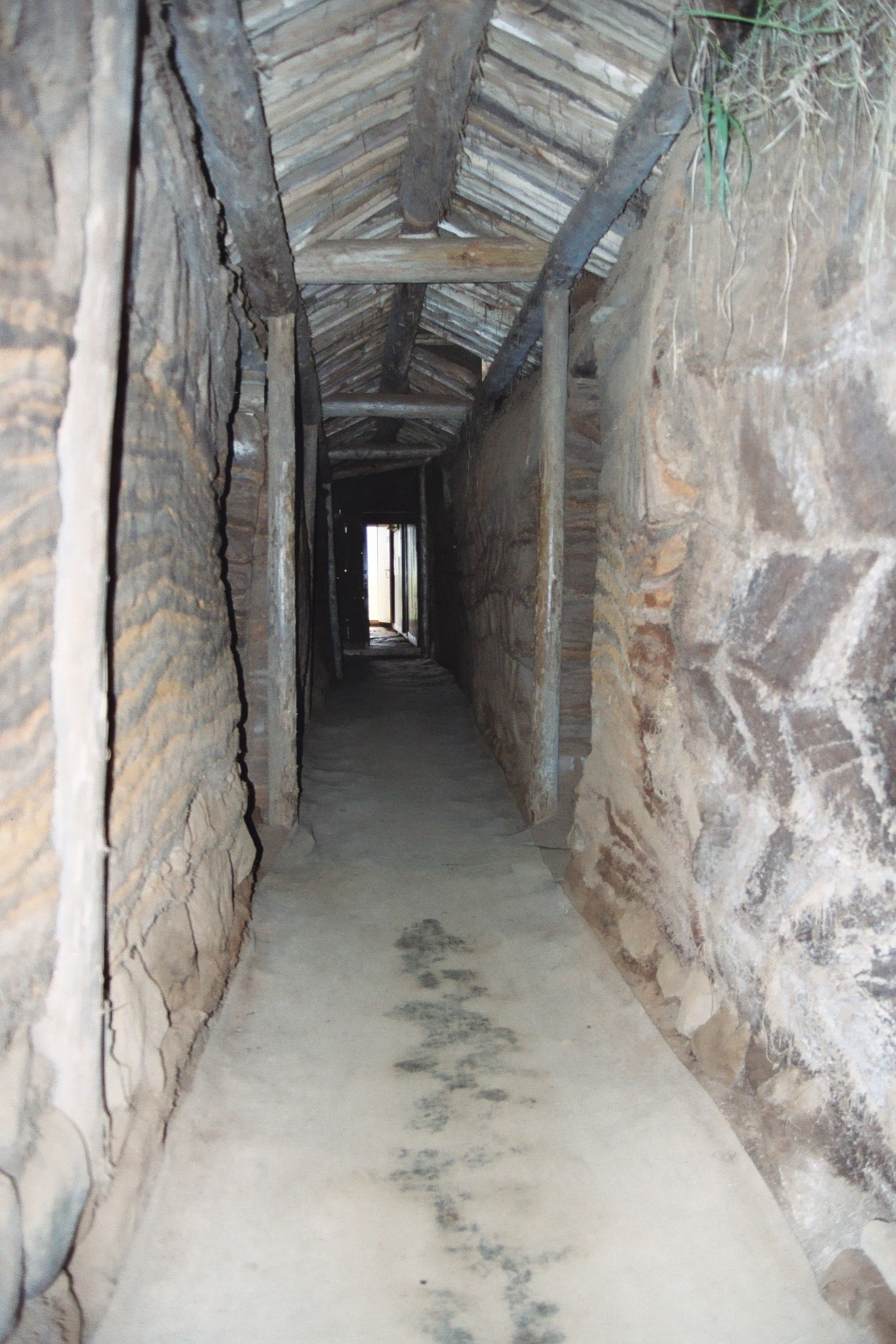
Verbindungsgang mit Wänden aus Torfsoden
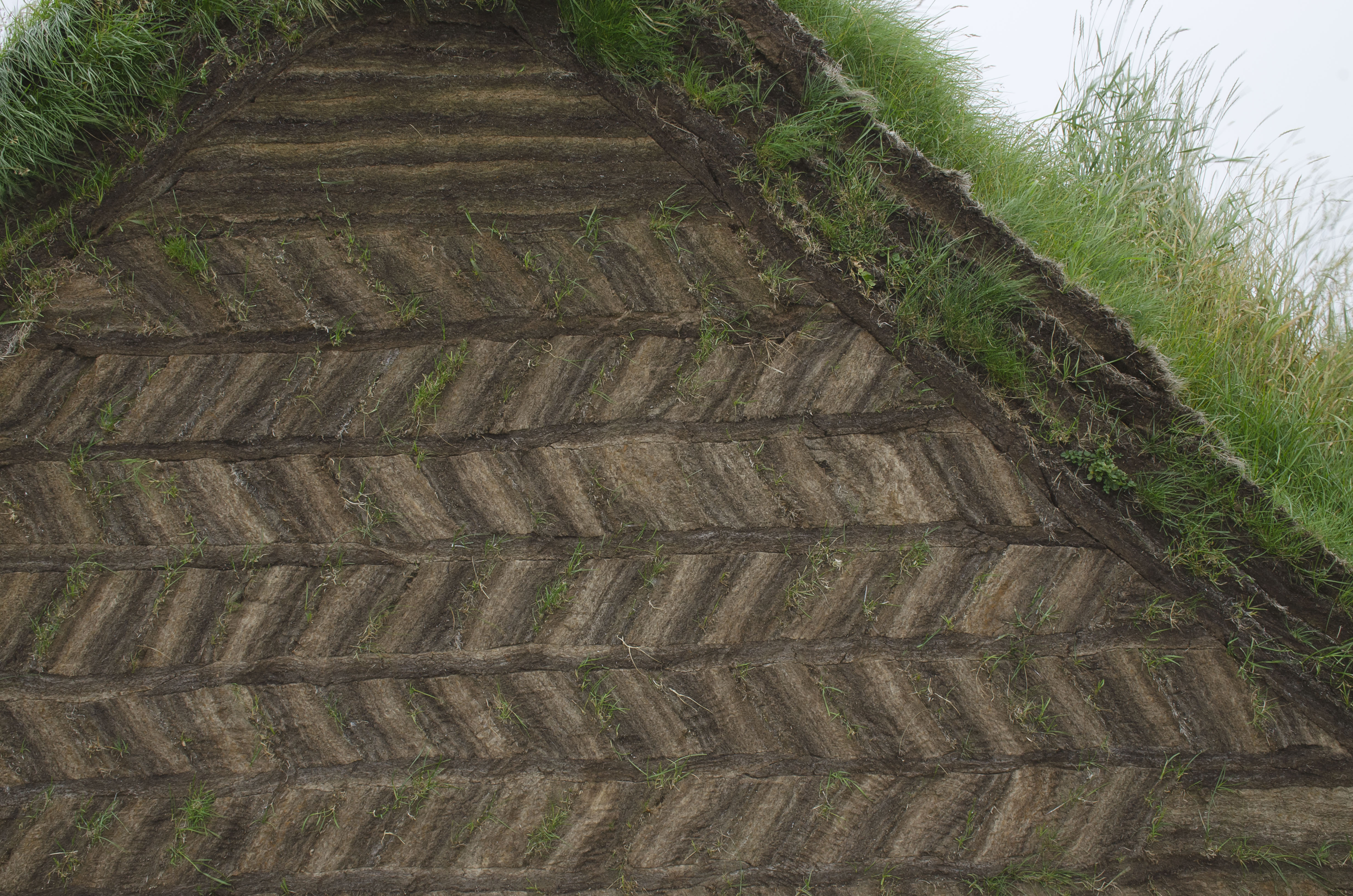
Relativ frisch geschichtete Grassoden eines Giebels
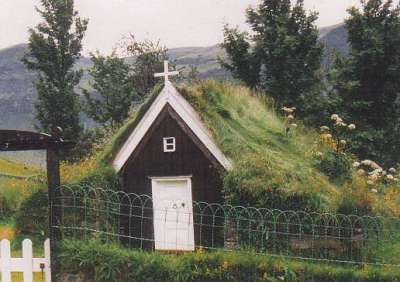
Eine isländische Grassodenkirche

## Bautechnik
Gewölbe können aus Betonfertigteilen  zusammengesetzt oder in Spritzbeton auf vorgeformtem Drahtgeflecht erstellt werden, wie es in ähnlicher Weise auch beim Bau von sogenannten Monolithischen Kuppeln durchgeführt wird. Spritzbetongewölbe ermöglichen freie und organische Formen. Die Belastung aus dem Erddruck muss natürlich bei der Auslegung berücksichtigt werden, insbesondere, wenn an Hanglagen auch ein Nachrutschen von oberhalb liegenden Bodenschichten möglich ist.
Der amerikanische Naturforscher Carl Akeley patentierte 1911 ein Gerät, mit dem feinkörniger Zement gespritzt werden konnte. Die Spritzbetontechnik wird hauptsächlich im Verkehrs-, Tief- und Tunnelbau angewandt, im Hochbau meist nur bei Betonsanierungen. Pionier in der Anwendung von Spritzbetontechnik im Hochbau war Friedrich Kiesler mit seinem Projekt „Unendliches Haus“. Neu angewendet und optimiert wurde dieses Verfahren vom Schweizer Architekten Peter Vetsch, der bis heute über 40 Erdhäuser mit Hilfe dieser Technik gebaut hat. Der Spritzbeton wird dabei auf ein feinmaschiges Streckmetallnetz aufgetragen, das an Tragarmierungen geschweißt ist. Diese werden der beabsichtigten Hausform entsprechend gebogen und geformt. Eine 20 cm starke Polyurethan-Hartschaum-Isolierung gegen Kälte und Wärme wird außen auf die Gewölbe gespritzt. Darüber wird eine Fließmatte gelegt und das Bauwerk mit 50 cm bis 3 Meter Erde überdeckt. Die Innenwände eines Erdhauses werden mit Lehmputz versehen, der einen Feuchtigkeitsausgleich ermöglicht und abschließend mit Naturkalkfarbe gestrichen wird.

## Vorteile

### Klimatische Bedingungen
Einer der zentralen ökologischen Vorteile des Erdhauses liegt in seiner guten Dämmung und damit geringen Heizkosten. Im Sommer erwärmen sich diese Häuser langsamer als herkömmliche Bauwerke.

### Energie- und CO2-Einsparungen

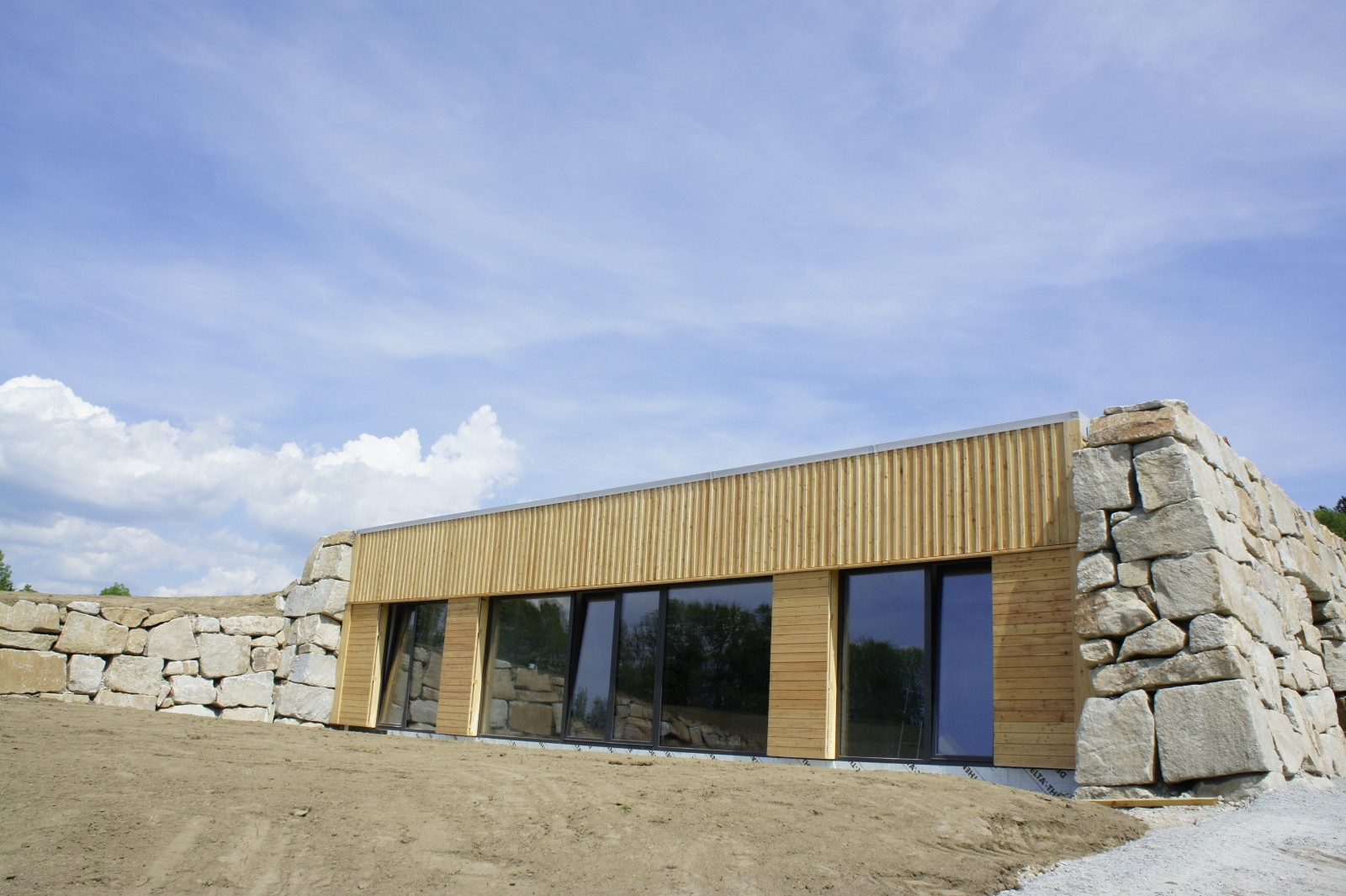
Erdhaus in Hanglage, gebaut aus Betonelementen mit Verkleidung aus regionalen Materialien (Holz, Granit), Standort: Bayerischer Wald, Rastbüchl

Eine der direkten Folgen der besseren klimatischen Bedingungen sind nachgewiesene Energieeinsparungen, die jährlich bis zu 50 % ausmachen. Beim Bau mit Betonelementen mit hohem Wohnkomfort wird ein Jahres-Primärenergiebedarf von unter 40 kWh/(m²a) erzielt.

### Sturm- und Erdbebenschutz
Wegen ihrer Bauweise sind Erdhäuser hervorragend gegen starke Stürme geschützt, da sie weder vom Wind weggetragen werden noch umkippen noch beschädigt werden können. Die Statik und das Fehlen von Ecken und herausragenden Bauteilen (Dach) vermeiden außerdem nahezu alle Angriffspunkte, die sonst zu erheblichen Sturmschäden führen können. Die Stabilität der runden Formen in Kombination mit der Netzarmierung bildet eine ideale Voraussetzung zum Schutz vor Erdbeben. In dieser Form erstellte Gebäude reagieren äußerst flexibel auf die bei Erdbeben wirkenden starken Biegekräfte. So entstehen kaum größere Beschädigungen an tragenden Bauteilen.

### Dachbepflanzung
Eingeschränkt ist eine Bepflanzung mit Nutzpflanzen möglich. Das bewachsene Dach sammelt den größten Teil des Regenwassers, speichert es und gibt es langsam ab.

## Nachteile
Die Gestaltung der Erdhäuser führt in der Regel zu Wänden, die nicht rein senkrecht sind, sondern eher gewölbte Formen aufweisen. Dies kann zu Problemen mit der Inneneinrichtung führen, speziell hinsichtlich Möbeln und großen Gemälden. Diese Tatsache kann jedoch in der Planung und Konzeption eines Erdhauses berücksichtigt werden, indem senkrechte Wände an gewissen Stellen eingeplant werden.
Falls nicht ausreichend belüftet, können Erdhäuser eine sehr hohe Luftfeuchtigkeit aufweisen, so dass Schimmel entstehen kann.
Trotz großer Fenster (in der Regel nach Süden) haben viele Erdhäuser an anderen Stellen dunkle Bereiche. Durch das natürliche Licht von einer Seite des Hauses kann ein Tunnel- oder Höhlen-Effekt eintreten, der durch Verwendung von Dachfenstern, Solar-Röhren oder künstlicher Lichtquellen reduziert werden kann.
Um die benötigten Erdmassen zu bewegen und über das Bauwerk zu schichten, wird entweder eine größere Anzahl von manuell geleisteten Arbeitsstunden benötigt oder es bedarf des Einsatzes eines weitreichenden Baggers.